# Řád Vasco Núñeze de Balboa
Řád Vasco Núñeze de Balboa (španělsky: Orden de Vasco Núñez de Balboa) je panamské státní vyznamenání založené v roce 1941. Je udílen občanům Panamy za významné úspěchy v oblasti vědy, umění a literatury a cizím státním příslušníkům za vynikající diplomatické služby a za přínos k mezinárodním vztahům mezi Panamou a dalšími státy.

## Historie a pravidla udílení
Řád byl založen Národním shromážděním Panamy dne 1. července 1941 na základě zákona Ley No 94 de 1 de julio de 1941. Pojmenován byl po zakladateli první stálé evropské kolonie v oblasti dnešního panamského státu, Vasco Núñezi de Balboa.
Řád je udílen občanům Panamy za významné úspěchy v oblasti vědy, umění a literatury a cizím státním příslušníkům za vynikající diplomatické služby a za přínos k mezinárodním vztahům mezi Panamou a dalšími státy. Nominace na jeho udělení jsou předkládány Radě řádu, která sestává z ministra zahraničních věcí Panamy, který je jejím předsedou, rektora Panamské univerzity, předsedy Nejvyššího soudu Panamy a tajemníka Ministerstva zahraničních věcí.

## Insignie
Řádový odznak má tvar pozlaceného stříbrného, bíle smaltovaného kříže s rameny propojenými zeleně smaltovaným vavřínovým věncem. Uprostřed je kulatý bíle smaltovaný medailon se zlatým vyobrazením Vasco Núñeze de Balboa z profilu. Při vnější straně medailonu je zlatý nápis ORDEN DE VASCO NUNEZ DE BALBOA. V případě třídy rytíře je řádový odznak o velikosti 70 mm stříbrný.
Řádová hvězda o průměru 81 mm má tvar řádového odznaku položeného na osmicípé hvězdě.
Stuha je purpurově červená se širokým žlutým pruhem uprostřed. Stuha je v případě třídy velkokříže a speciálního velkokříže široká 102 mm. V ostatních třídách je stuha široká 40 mm, prostřední žlutý pruh má v takovém případě šířku 5 mm.

## Třídy
Řád je udílen v pěti řádných třídách:
- speciální velkokříž (Gran Cruz Extraordinaria) – Tato třída je udílena výhradně zahraničním hlavám států či vlád.
- velkokříž (Gran Cruz) – Tato třída je udílena vládním ministrům a velvyslancům.
- kříž velkodůstojníka (Gran Oficial)
- kříž komtura (Comendador) – Řádový odznak se nosí zavěšený na stuze kolem krku.
- kříž rytíře (Caballero)

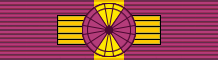
speciální velkokříž
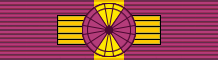
velkokříž
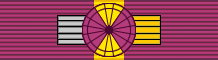
kříž velkodůstojníka
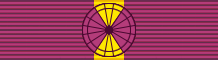
kříž komtura
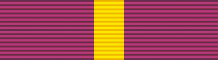
kříž rytíře

## Fotogalerie

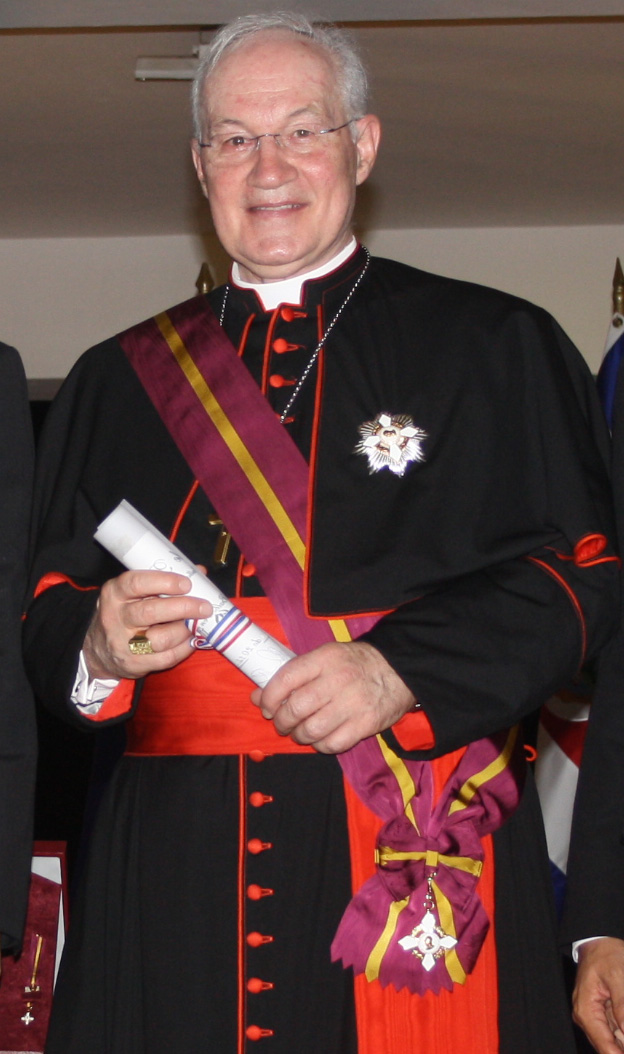
Kardinál Marc Ouellet s insigniemi řádu